# Lynden Air Cargo
Lynden Air Cargo (mã IATA = L2, mã ICAO = LYC) là hãng hàng không vận chuyển hàng hóa của Hoa Kỳ, trụ sở ở Anchorage, Alaska. Hãng có các tuyến đường cố định và các chuyến thuê bao theo yêu cầu ở trong nước và quốc tế, kể cả cho Quân đội Hoa Kỳ. Căn cứ chính của hãng ở Sân bay quốc tế Ted Stevens Anchorage.

## Lịch sử
Lynden Air Cargo được thành lập năm 1995 và bắt đầu hoạt động từ ngày 31.8.1995. Năm 1997 hãng bắt đầu sử dụng loại máy bay Lockheed L-382 Hercules. Hãng nằm trong danh sách "Đội máy bay dân dụng dự trữ" (Civil Reserve Air Fleet) hợp đồng với Bộ Quốc phòng Hoa Kỳ. Hãng hiện có 140 nhân viên.

## Các nơi đến cố định
- Hoa Kỳ[2]

- Anchorage
- Bethel
- Dillingham
- Kotzebue
- Nome

## Đội máy bay
(Tháng 3/2007):
- 6 Lockheed L-382 Hercules